# Laódice (Aqueo)
Laódice del Ponto (griego: Λαοδικη); vivió en siglo III a. C. esposa de Aqueo, hija de Mitrídates II rey del Ponto y hermana de la esposa de Antíoco III, Laódice. Cuando Aqueo cayó en mano de Antíoco (213 a. C.), Laódice quedó en posesión de la ciudadela de Sardes, en la cual resistió un tiempo, pero pronto tuvo que rendirse a Antíoco por disensión entre sus propias tropas. Polibio menciona que esta princesa fue llevada antes de su matrimonio a Selge, en Pisidia (hoy parte de Turquía), bajo el cuidado de Logbasis, un ciudadano de ese lugar.

## Otras fuentes
- Polibio,  Histories, Evelyn S. Shuckburgh (traductor), Londres - Nueva York, (1889).
- Smith, William; Dictionary of Greek and Roman Biography and Mythology, "Laodice (8)", Boston (1867).